# Euophrys bifoveolata
Euophrys bifoveolata là một loài nhện trong họ Salticidae.
Loài này thuộc chi Euophrys. Euophrys bifoveolata được Albert Tullgren miêu tả năm 1905.